# 阿波しらさぎ大橋

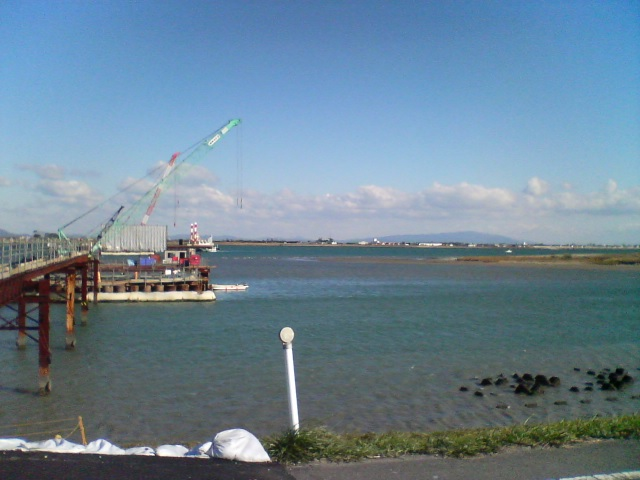
工事中の様子。下流側（画面右）には干潟が広がり、環境に配慮した工法が取られている。2006年12月、右岸（南岸）側より撮影。

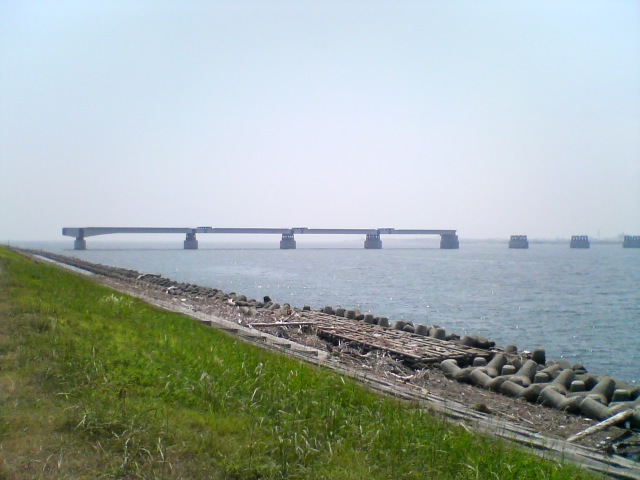
工事中の様子。干潟のない北側は主桁が架設され始めている。2007年8月、左岸（北岸）より撮影。

阿波しらさぎ大橋（あわしらさぎおおはし）は、吉野川の河口から約1.8 km上流にかかる橋梁。徳島県徳島市住吉六丁目（右岸）と徳島市川内町鶴島（左岸）とを結び、東環状線整備計画の要となっており、徳島県道29号徳島環状線が通る。橋長1,291 mは、河川に架かる道路橋としては架設当時四国最長。
計画時より長い間東環状大橋と呼ばれていたが完成直前に名称を公募し、2012年（平成24年）2月13日に正式名称を「阿波しらさぎ大橋」と決定した後、4月25日に開通。都市計画道路徳島東環状線「阿波しらさぎ大橋」建設事業として、平成23年度全建賞を受賞。また、公益社団法人土木学会より2012年（平成24年）度の土木学会田中賞（作品部門）も受賞した。

## データ
- 規格：4種1級
- 設計速度（V）：60 km/h

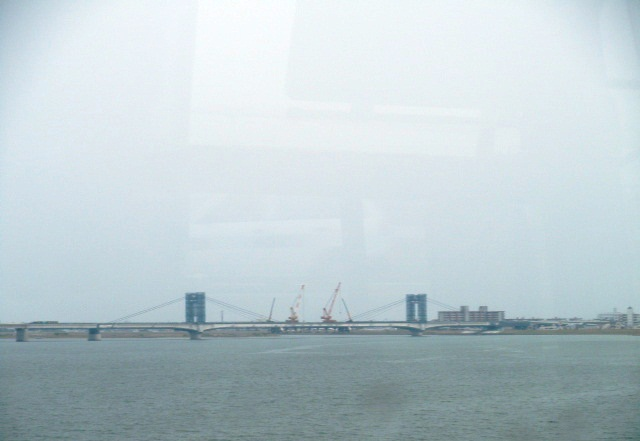
建設中の阿波しらさぎ大橋
2011年5月26日撮影

- 橋長（L）：1,291 m（全体延長1,380 m）
- 構造：ラーメン鈑桁橋（一般部716m）およびケーブルイグレット鈑桁橋（干潟部575 m）
- 幅員（W）：26.3 m - 32.3 m（主塔部）
- 車線数：4車線（両側に歩道）
- 計画交通量：約2万5千台/日
- 事業名：街路事業
- 事業主体：徳島県
- 事業費（C）：約250億円
- 事業期間：2000年度 - 2012年度（2003年12月6日起工）[5]

## 渋滞対策について
- 阿波しらさぎ大橋の開通の目的として、徳島市内中心部の交通渋滞緩和が挙げられていた[6]が、阿波しらさぎ大橋の北詰と南詰に設けられた下り道路が片側2車線から1車線に減少していたため[7]、渋滞は当初なかなか解消されなかった。
- 以後建設は継続され、2015年3月20日に、徳島市城東町へと下る「城東下りランプ」と[6]、徳島市安宅へと下る「安宅下りランプ」[6]が開通され[8]、交通の分散が図られた。
- だが、2015年9月現在、末広大橋前からの登り口が未だ建設中のため、徳島県道189号沖ノ洲埠頭線への下り口が未だ開通していない。

## 自然環境への配慮
当該橋梁は、徳島市中心部の慢性的な渋滞を緩和する目的で建設が進められた。しかし建設地の右岸側には、絶滅危惧種（シオマネキなど）が生息する吉野川河口干潟があることから、建設の是非をめぐっては「渋滞の解消（大気汚染の改善）」と「干潟の保護」のどちらを優先すべきか徳島市民の間で賛否が分かれた。

### 工法
当初は水底トンネルによって干潟を回避する案も検討されたが、かさむ建設費や付近を走るメジアンライン等の問題があったため、最終的には橋梁案が採用された。この計画には、干潟を守るためのさまざまな工夫が盛り込まれている。
- 干潟の上にあたる部分を斜張橋にすることで橋脚の数を減らし、干潟への影響を最小限に抑える。独自の工法であるため、「ケーブルイーグレット（イグレット）工法」と名付けられた。「イーグレット」とは干潟に飛来するシラサギのことであるとしている。
- 主塔の高さを29.5 mと出来るだけ低くし、ケーブルの本数についても1本と従来より少なくすることによって、シギ科、チドリ科等の野鳥の飛来に影響を及ばさないようにする。
- 高欄照明を採用することで、夜間、橋上以外に光が漏れないようにする[5]。
- 施工段階においては、桟橋を用いるのではなく台船を浮かべて工事を行う。これによって、干潟への直接的な影響を避ける。

### 反対運動
橋梁の建設予定地のすぐ下流にも干潟があるため、2001年の計画策定時点から、環境保護団体や住民団体による反対運動が継続している。工事着工以前には、計画を中断し、環境への影響を策定することを要望する意見が見られたものの、工事着工後の運動は下火となっている。
かわって、東環状大橋より下流に四国横断自動車道の延長に伴う吉野川大橋の建設が計画されており、東環状大橋を利用するなどの建設ルートの見直しの要望がなされていた。
自然保護の働きかけの成果として、県の環境影響評価条例の対象ではなかったものの、異例の長期調査が実施された。調査期間は、工事着手前の平成15年度から、開通後2年間を含む平成25年度までである。また、その結果は、吉野川の自然に関する貴重なデータであり、環境学習や環境保全活動などの場で活用されることにより、県民の自然環境保全への意識向上につながることを期待し、徳島県によって「阿波しらさぎ大橋環境モニタリング調査結果のGISデータの公開」として公開されている。

## 隣の橋梁
吉野川
（第十堰<<）吉野川大橋 - 阿波しらさぎ大橋 - 吉野川サンライズ大橋（>>紀伊水道）
徳島環状線
（国道11号<<）阿波十郎兵衛橋 - 阿波しらさぎ大橋 - 双住下橋（>>国道55号）